# Джафаров, Рамиз Субхан оглы
Рамиз Субхан оглы Джафаров (азерб. Ramiz Sübhan oğlu Cəfərov, 10 декабря 1974, Макеевка, Донецкая область — 6 ноября 2020, Шушинский район) — азербайджанский военнослужащий, полковник-лейтенант Сил специального назначения Азербайджана, участник боевых действий в Нагорном Карабахе в апреле 2016 года и Второй карабахской войны, командир воинской части Сил специального назначения, Герой Отечественной войны (2020).

## Биография
Рамиз Субхан оглы Джафаров родился 10 декабря 1974 года в городе Макеевка Украинской ССР в семье выходцев из Масаллинского района Азербайджанской ССР. С 1981 по 1985 год учился в школе № 17 города Сумгаит, а с 1985 по 1989 год — в средней школе № 11 города Сумгаит.
С 1989 по 1992 год учился в Военном лицее имени Джамшида Нахичеванского. С 1992 по 1996 год учился в Рязанском гвардейском высшем воздушно-десантном командном училище. В году учёбы в Рязанском училище во время одного из прыжков с парашютом, верёвки парашюта Джафарова запутались, но тот смог быстро справиться с неисправностью, за что получил среди друзей прозвище «Орёл».
Владел английским, немецким и русским языками. С 1 по 20 марта 2004 года проходил обучение на курсах НАТО «Офицера оперативного состава» в США. В апреле 2016 года принимал участие в боевых действий в Нагорном Карабахе. Сражался на джебраильском участке фронта, участвовал в боях за высоту Лелетепе.
Осенью 2020 года принимал участие во Второй карабахской войне, был командиром воинской части Сил специального назначения. Сражался в Джебраильском районе, участвовал в боях за Гадрут. В начале ноября принимал участие в боях за Шушу. Погиб 6 ноября во время миномётного обстрела высоты, на которой находился. Вместе с Джафаровым погибло также пять его соратников. Весть о гибели Джафарова семья получила спустя два дня.
Похоронен на II Аллее шахидов (на территории II Аллеи почётного захоронения в Баку).

## Личная жизнь
Был женат, остались сын и четверо дочерей.
- Супруга — Ситара Джафарова[1][2];
  - Дочь — Рабига Джафарова[1][3];
  - Дочь — Нигяр Джафарова[1][3];
  - Дочь — Наргиз Джафарова[1][3];
  - Дочь — Нурлана Джафарова[1][3];
  - Сын — Нурлан Джафаров[1][3].

## Награды

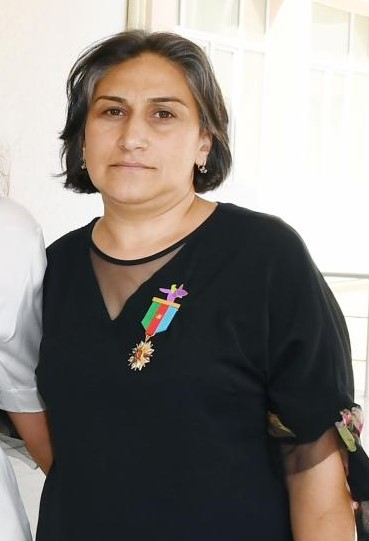
Супруга Рамиза Джафарова с медалью «Героя Отечественной войны», вручённой её мужу посмертно

9 декабря 2020 года распоряжением президента Азербайджана Ильхама Алиева полковнику-лейтенанту Рамизу Субхан оглы Джафарову «за особые заслуги в восстановлении территориальной целостности Азербайджанской Республики и образцы героизма, проявленные при выполнении боевого задания по уничтожению врага во время освобождения оккупированных территорий, а также за отвагу и мужество при выполнении обязанностей военной службы» посмертно было присвоено звание Герой Отечественной войны.
15 декабря 2020 года распоряжением президента Азербайджана Ильхама Алиева полковник-лейтенант Рамиз Субхан оглы Джафаров «за выполнение с честью своих обязанностей при исполнении задач, поставленных перед войсковой частью, во время участия в боевых действиях по обеспечению территориальной целостности Азербайджанской Республики» посмертно был награждён медалью «За Родину» (посмертно).
24 декабря 2020 года распоряжением президента Азербайджанской Республики Ильхама Алиева полковник-лейтенант Рамиз Субхан оглы Джафаров «за личную доблесть и отвагу, продемонстрированную при участии в боевых операциях за освобождение от оккупации Джебраильского района Азербайджанской Республики» посмертно был награждён медалью «За освобождение Джебраила».
29 декабря 2020 года распоряжением президента Азербайджанской Республики Ильхама Алиева полковник-лейтенант Рамиз Субхан оглы Джафаров «за личную доблесть и отвагу, продемонстрированную при участии в боевых операциях за освобождение от оккупации города Шуша Азербайджанской Республики» посмертно был награждён медалью «За освобождение Шуши».
24 июня 2021 года распоряжением президента Азербайджанской Республики Ильхама Алиева полковник-лейтенант Рамиз Субхан оглы Джафаров «за личную доблесть и отвагу, продемонстрированную при участии в боевых операциях за освобождение от оккупации Физулинского района Азербайджанской Республики» посмертно был награждён медалью «За освобождение Физули».
24 июня 2021 года распоряжением президента Азербайджанской Республики Ильхама Алиева полковник-лейтенант Рамиз Субхан оглы Джафаров «за личную доблесть и отвагу, продемонстрированную при участии в боевых операциях за освобождение от оккупации Ходжавендского района Азербайджанской Республики» посмертно был награждён медалью «За освобождение Ходжавенда».
Также за годы военной службы Рамиз Джафаров был награждён медалями «За безупречную службу» всех степеней, медалью «Ветеран Вооруженных Сил Азербайджанской Республики», а также юбилейными медалями по случаю 10-летия, 90-летия, 95-летия Вооружённых сил Азербайджанской Республики и 100-летия азербайджанской армии.

## Память
Имя Рамиза Джафарова носит средняя школа № 6 города Масаллы.
19 февраля 2021 года на Общественном телевидении Азербайджана вышел документальный фильм «Один герой Шуши», посвящённый Рамизу Джафарову.
10 декабря 2021 года на сцене Масаллинского культурного центра состоялась премьера посвящённой Рамизу Джафарову театральной композиции «Шушинский орёл», написанной писателем Нуреддином Адилоглы.